# Gustav Schierholz
Gustav Schierholz (* 17. Februar 1908) war ein deutscher Techniker und nationalsozialistischer Funktionär, der ab 1937 das Reichspropagandaamt im Gau Schleswig-Holstein in Kiel leitete.

## Leben
Schierholz trat in die NSDAP ein. Als 1937 in Kiel das Reichspropagandaamt aus der Landesstelle Schleswig-Holstein des Reichsministeriums für Volksaufklärung und Propaganda gebildet wurde, übernahm er dessen Leitung. Zuvor war er bereits Leiter der Landesstelle des genannten Reichsministeriums und Landeskulturwalter. Erfolglos vorgeschlagen wurde Schierholz auf der Liste des Führers zur Wahl des Großdeutschen Reichstages am 10. April 1938.